# モルゲンブラーデ

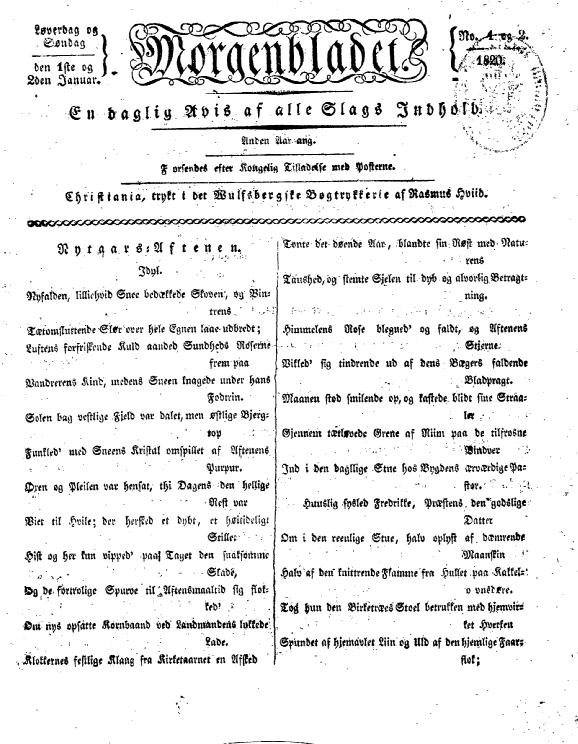
1820年1月2日号

モルゲンブラーデ（Morgenbladet）は、ノルウェーの週刊の新聞。

## 歴史
1819年、Niels Wulfsbergが日刊紙として創刊した。長い間、ノルウェー最大の新聞であった。1857年から1893年まで、Christian Frieleが編集長を務め、ノルウェーの保守的論調を主導した。
第2次世界大戦中、ドイツ国防軍により廃刊に追いやられた。編集長Olaf Gjerløwと報道編集者Fredrik Rammが、1941年にドイツに逮捕された。その後の編集長Rolv Werner Erichsenが、1943年、ドイツ占領軍によってグリニ強制収容所に送られると、終戦まで、新聞の発行も止まった。
終戦後、モルゲンブラーデは再刊を果たした。1987年から1988年にかけて、編集長Hans Gellmuydenの下でタブロイド紙として刊行された。しかし、彼は、オーナーHroar Hansenと対立し、多くの編集スタッフとともに辞職した。Hansenは、次第にノルウェー進歩党と近い路線をとるようになった。
1993年、Truls Lieに買収された。Lieは、モルゲンブラーデ紙をブロードシート判の週刊紙に変更し、フランスのル・モンド・ディプロマティークを見本にして、文化、芸術、文学を積極的に取り上げた知的路線を取り入れるとともに、新自由主義への対抗を打ち出した。2003年から2012年まで、Alf van der Hagenが編集長を務める間、この路線からは離れ、再びタブロイド判に戻った。この間、発行部数は劇的に増え、2013年に3万部近くのピークを迎えた。
2015年の平均発行部数は2万9046部であり、ノルウェーの週刊紙では最大である。日刊紙も併せると、9位である。

## 発行部数
- 1995: 5,057
- 2000: 6,022
- 2005: 13,870
- 2010: 23,637
- 2015: 28,090[4]